# 难近母庙
难近母庙（Durgiana Temple）是印度旁遮普省阿姆利则的一座印度教寺庙 这是一座印度教的寺庙，但是却拥有类似锡克教金庙的镀金穹顶，也位于一个池塘中。该庙供奉印度教女神难近母，还供奉财富与幸运女神吉祥天女和保護之神毗湿奴。

## 位置

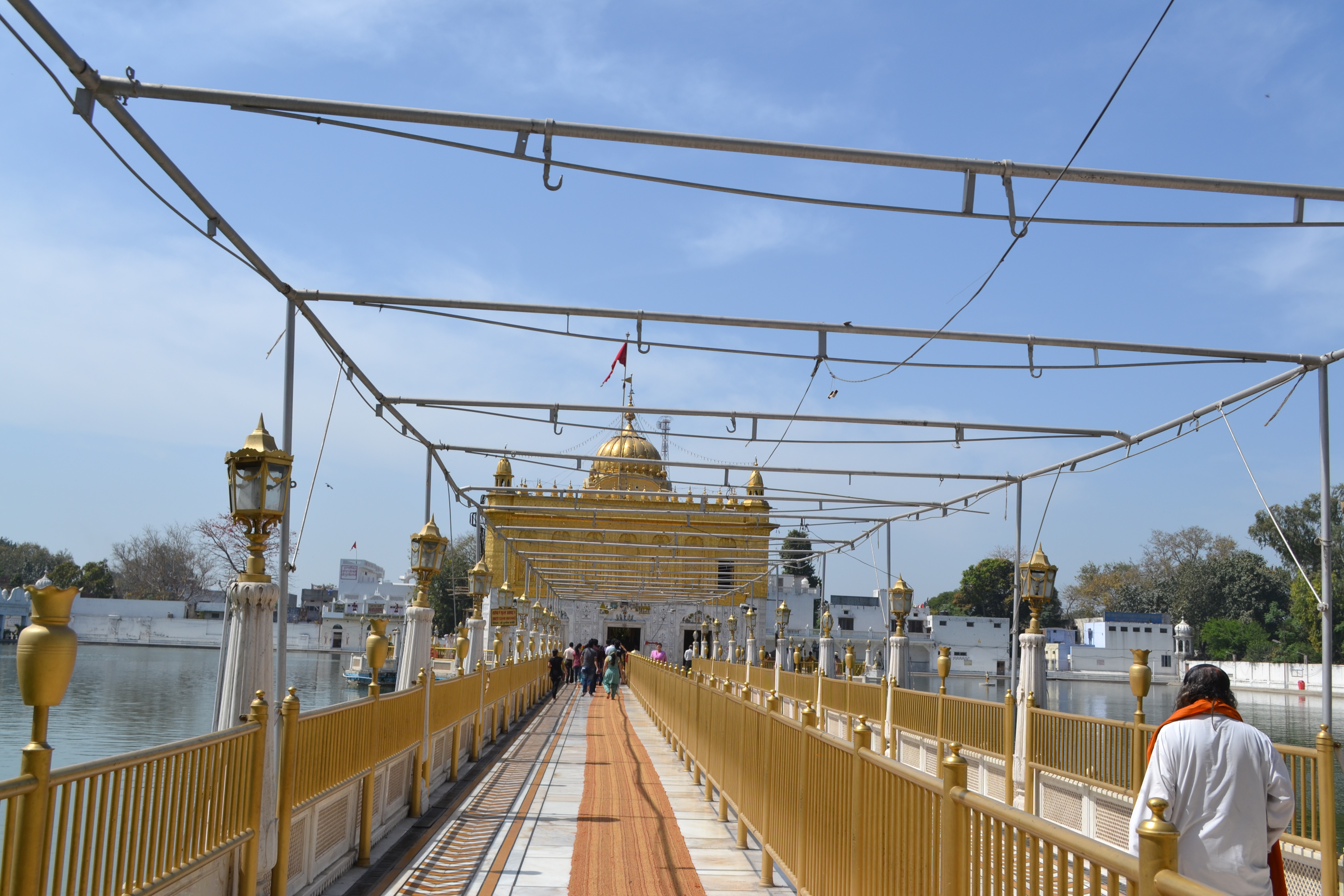
桥

该庙靠近洛加尔门（Lohgarh gate）。距离阿姆利则火车站很近，距离汽车站则有1.5（0.93英里）。位于一个160（520英尺） x 130（430英尺）的池塘中，进入庙宇要经过一个桥。

## 历史
该庙于1921年由古鲁 Harsai Mal Kapoor重建，建筑风格类似锡克教金庙。

## 建筑

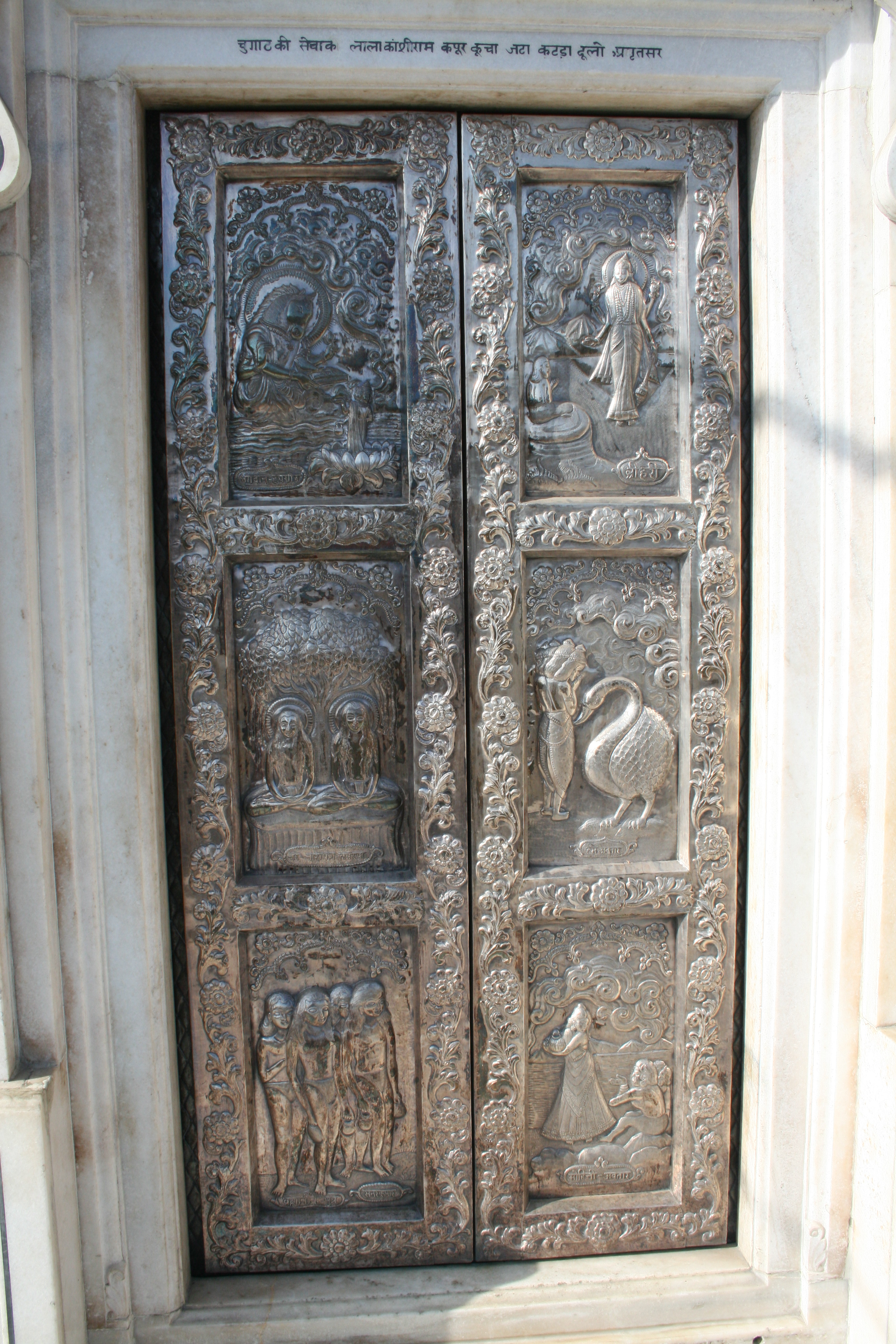
银门
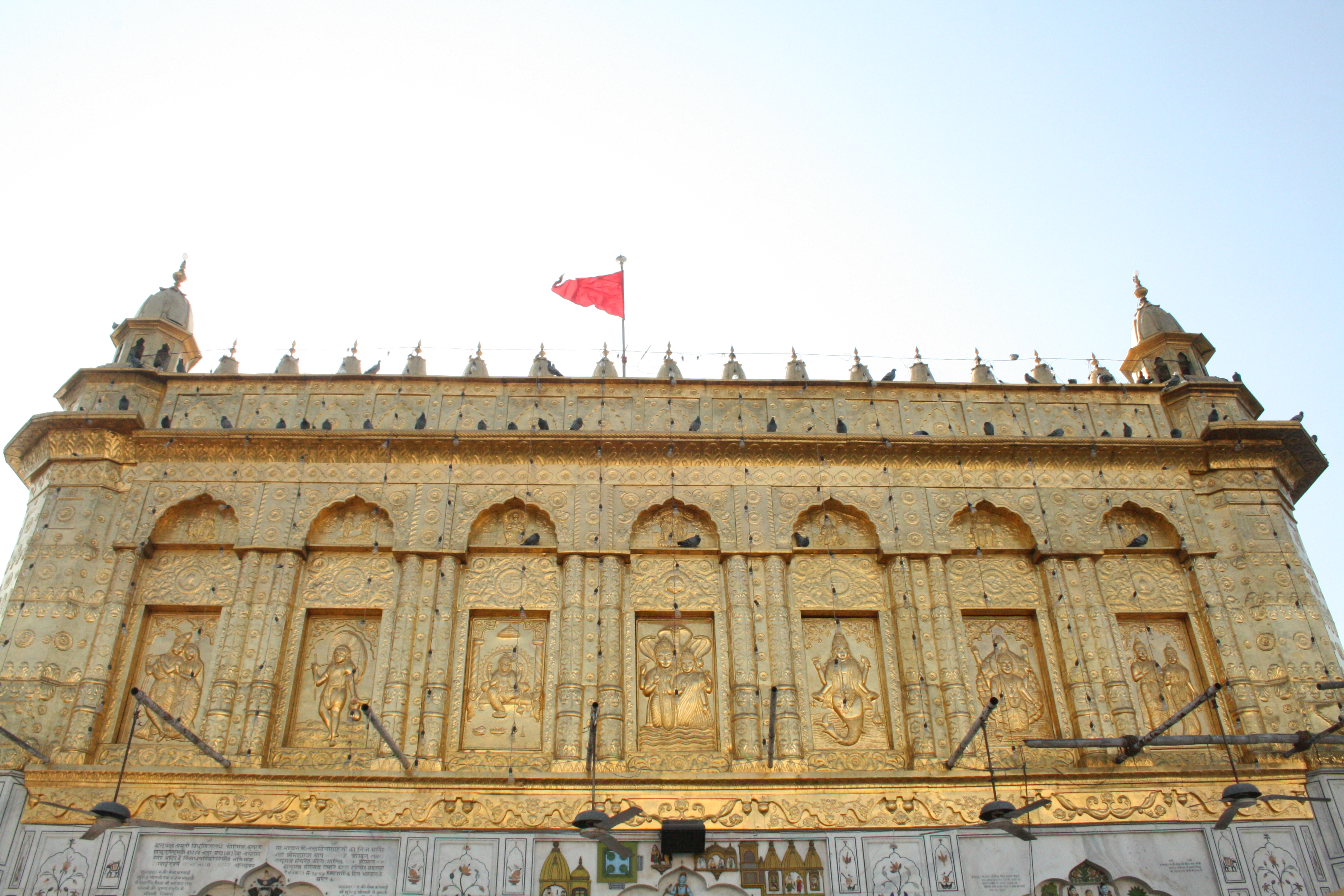

这是一座印度教的寺庙，但是却拥有类似锡克教金庙的镀金穹顶，还大量使用大理石。 